# Carl Fredrik Adelcrantz

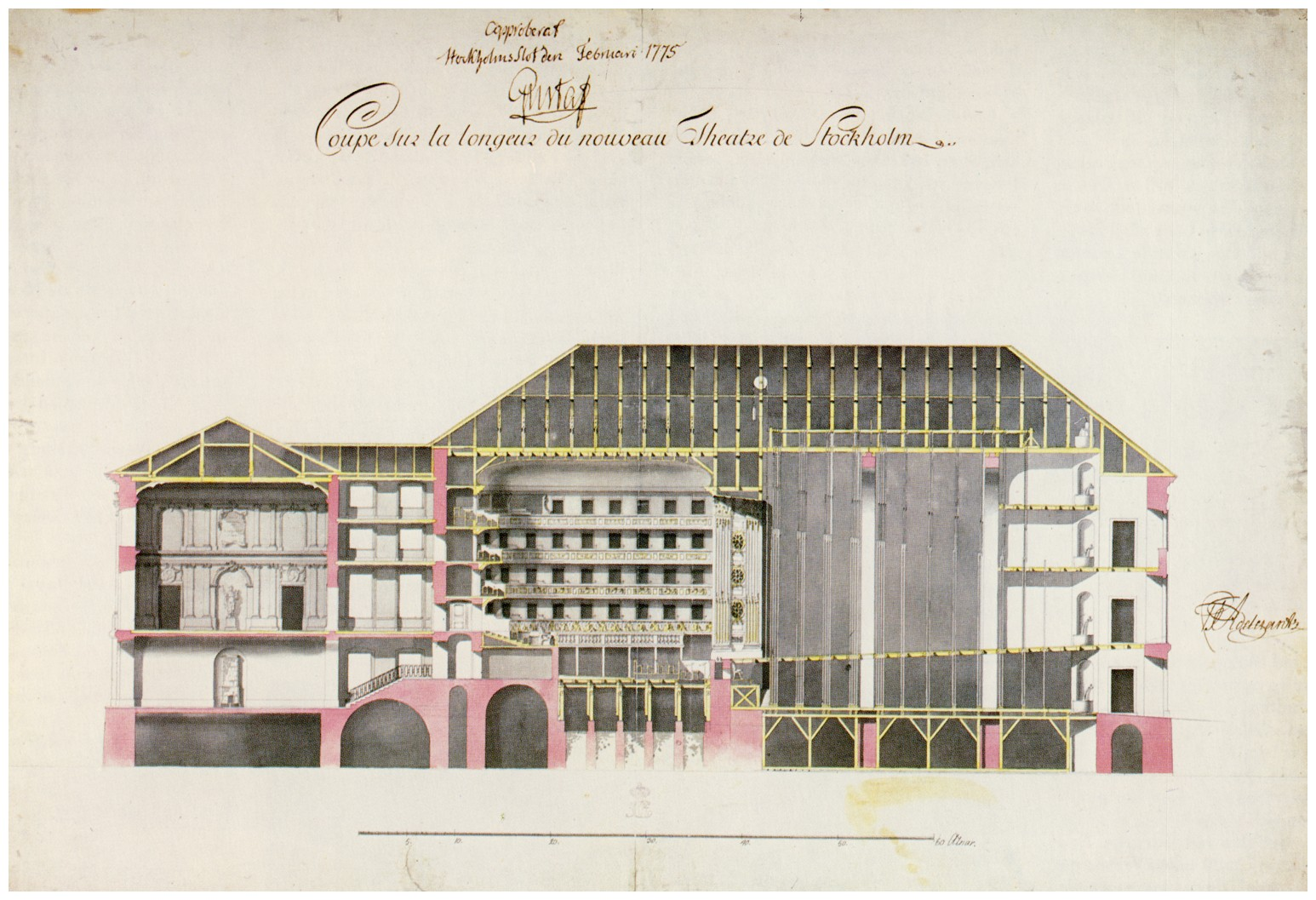
Fragment projektu Opery w Sztokholmie

Carl Fredrik Adelcrantz (ur. 30 stycznia 1716 w Sztokholmie, zm. 1 marca 1796 tamże) – szwedzki architekt, członek Królewskiej Szwedzkiej Akademii Nauk.

## Projekty
- Kościół Adolfa Fryderyka w Sztokholmie
- fasada organów w kościele Jadwigi Eleonory w Sztokholmie